# Plantago turficola
Plantago turficola är en grobladsväxtart som beskrevs av Rahn. Plantago turficola ingår i släktet kämpar, och familjen grobladsväxter. Inga underarter finns listade i Catalogue of Life.